# Alícia Homs Ginel
Alícia Homs Ginel (Palma, 15 d'octubre de 1993) és una política mallorquina del Partit Socialista de les Illes Balears (PSIB-PSOE).
Nascuda el 15 d'octubre de 1993 a Palma, es va llicenciar en Ciència Política i Gestió Pública per la Universitat Autònoma de Barcelona. Va treballar com a assessora tècnica de la Conselleria de Treball del Govern de les Illes Balears. Homs, que va concórrer com a número 17 de la llista del Partit Socialista Obrer Espanyol de cara a les eleccions al Parlament Europeu de 2019 a Espanya, va resultar elegida eurodiputada.